# Діомідіс Кіріакос
Діомідіс Anastasiou Kyriakos (грец. Διομήδης Κυριάκος; 1811–1869) — грецький письменник, політик, прем'єр-міністр країни 1863 року.

## Життєпис
Народився 1811 року на острові Спеце. Був молодшим братом Іоанніса Кіріакоса, віце-адмірала, якого було вбито під час облоги Месолонгіона. Вивчав право в університетах Пізи й Парижа. 1835 став громадським прокурором Вищого суду. 1843 року брав участь у розробці грецької конституції. 1851 став професором конституційного права, а 1862 — членом комітету з розробки нової конституції. Наступного року Кіріакос став міністром релігії та освіти, а у березні-квітні 1863 обіймав пост прем'єр-міністра Греції. Написав кілька книжок з історії та права. Помер в Італії 1869 року.